# (4497) Taguchi
(4497) Taguchi (1989 AE1) – planetoida z pasa głównego asteroid okrążająca Słońce w ciągu 3,78 lat w średniej odległości 2,43 j.a. Odkryta 4 stycznia 1989 roku.